# Компрахцице (гмина)
Компрахцице (пол. Komprachcice) — сельская гмина (волость) в Польше, входит как административная единица в Опольский повет (силезский), Опольское воеводство. Население — 11 167 человек (на 2004 год).

## Демография
| Перепись                       | Всего   | Всего | Женщины | Женщины | Мужчины | Мужчины |
| ------------------------------ | ------- | ----- | ------- | ------- | ------- | ------- |
| Единицы                        | человек | %     | человек | %       | человек | %       |
| Население                      | 11 167  | 100   | 5733    | 51,3    | 5434    | 48,7    |
| Плотность населения (чел./км²) | 199,9   | 199,9 | 102,6   | 102,6   | 97,3    | 97,3    |

## Соседние гмины
1. Гмина Домброва
2. Ополе
3. Гмина Прушкув
4. Гмина Туловице